# ノザン・ドラゴン
Antipodogomphus neophytusは、トンボ亜目のサナエトンボ科に属するトンボの一種であり 、ノザン・ドラゴン（northern dragon）の名前で知られている。オーストラリア北部の固有種であり、同地の川やプールに棲息する。尾が長い黒と黄色の中型トンボである。

## ギャラリー

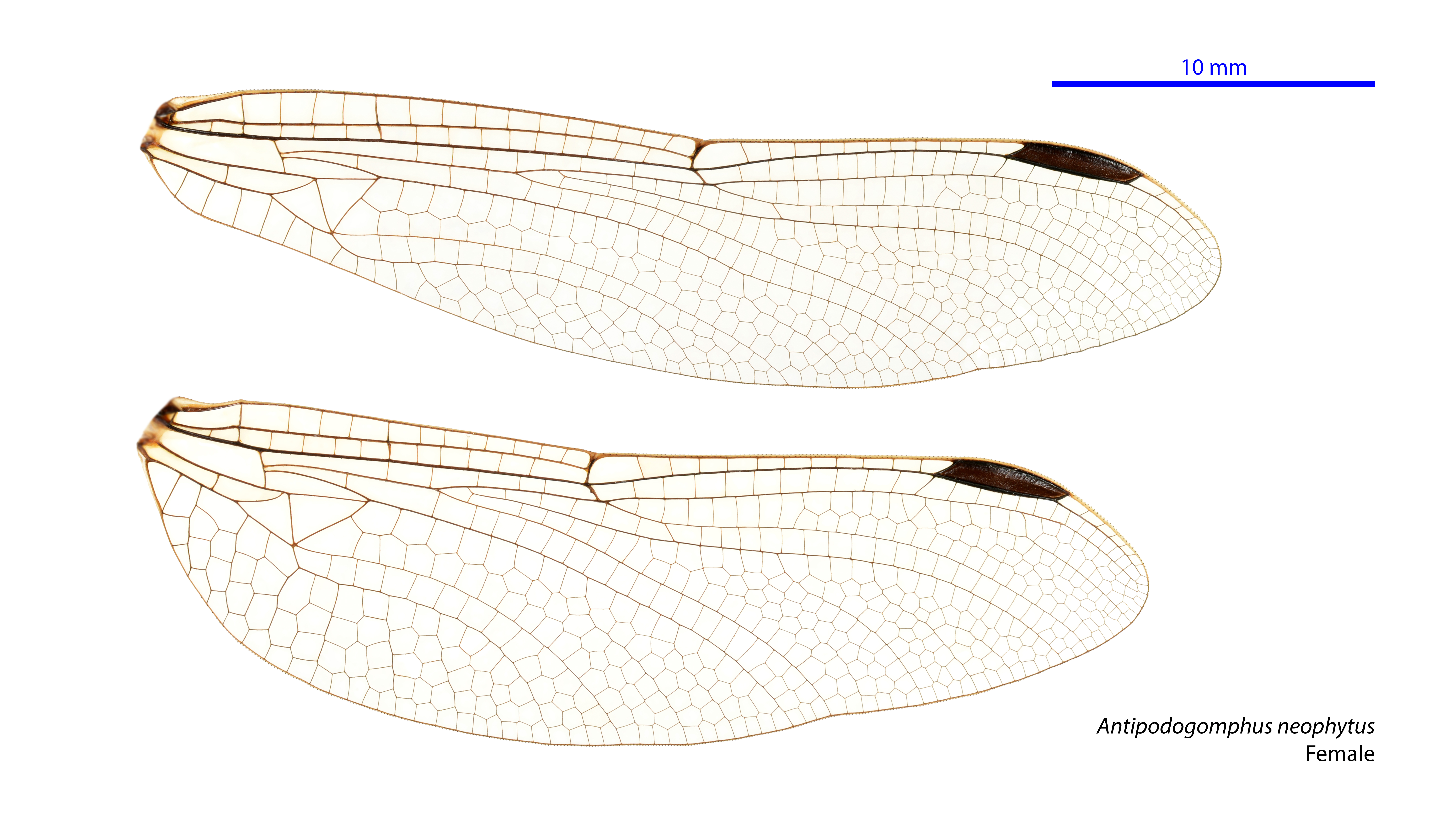
メスの翼
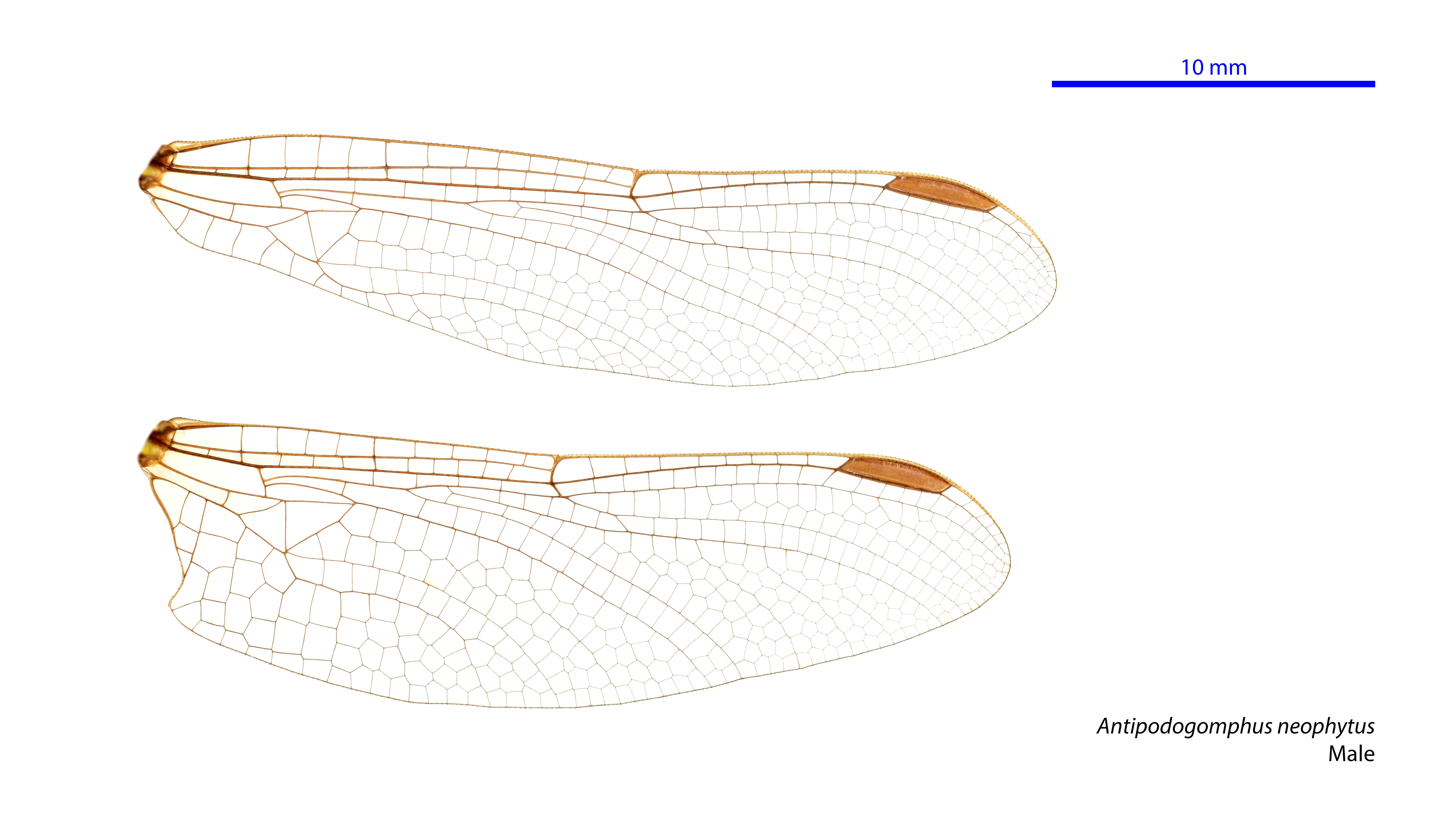
オスの翼